# 锑化锌

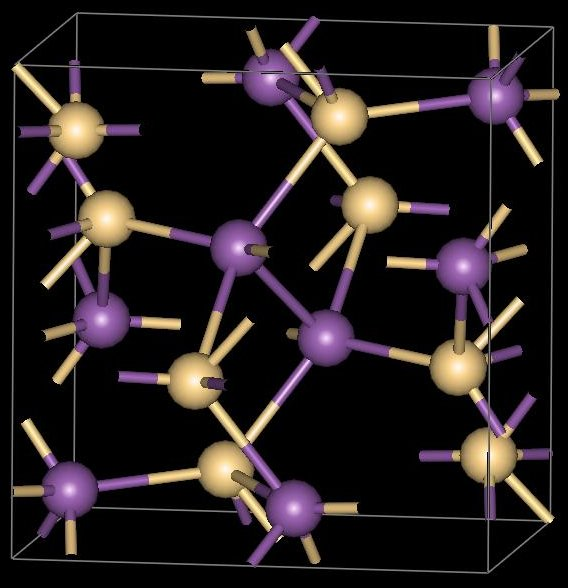
锑化锌的结构

锑化锌是一种无机化合物，化学式为Zn3Sb2。

## 物理化学性质
锑化锌的熔化焓为50.6kJ·mol−1，熵为60.7kJ·K−1·mol−1。